# Voetbalelftal van Congo-Brazzaville (mannen)
Het voetbalelftal van Congo-Brazzaville is een team van voetballers dat Congo-Brazzaville vertegenwoordigt bij internationale wedstrijden zoals de CEMAC Cup en de (kwalificatie)wedstrijden voor het WK en de Afrika Cup.
De Fédération Congolaise de Football werd in 1962 opgericht en is aangesloten de CAF en de FIFA (sinds 1964). Het voetbalelftal van Congo-Brazzaville behaalde in oktober 2008 met de 57e plaats de hoogste positie op de FIFA-wereldranglijst, in september 2011 werd met de 144e plaats de laagste positie bereikt.

## Deelnames aan internationale toernooien

### Wereldkampioenschap
Op 5 augustus 1972 speelt het voetbalelftal van Congo-Brazzaville voor het eerst een kwalificatiewedstrijd voor het wereldkampioenschap voetbal. In Ibadan verliest het die wedstrijd met 1–2. De thuiswedstrijd, 10 dagen later, zou eindigen in een gelijkspel. De eerste overwinning kwam vier jaar later toen Kameroen werd verslagen. Die wedstrijd eindigde in de 82e minuut toen de scheidsrechter de wedstrijd stillegde vanwege een vechtpartij. In de volgende ronde werd het team uitgeschakeld door Ivoorkust. 
| Wereldkampioenschap voetbal overzicht | Wereldkampioenschap voetbal overzicht | Wereldkampioenschap voetbal overzicht | Wereldkampioenschap voetbal overzicht | Wereldkampioenschap voetbal overzicht | Wereldkampioenschap voetbal overzicht | Wereldkampioenschap voetbal overzicht | Wereldkampioenschap voetbal overzicht | Wereldkampioenschap voetbal overzicht |
| Jaar                                  | Ronde                                 | Wed.                                  | W                                     | G                                     | V                                     | DV                                    | DT                                    |                                       |
| ------------------------------------- | ------------------------------------- | ------------------------------------- | ------------------------------------- | ------------------------------------- | ------------------------------------- | ------------------------------------- | ------------------------------------- | ------------------------------------- |
| 1974                                  | Niet gekwalificeerd                   | Niet gekwalificeerd                   | Niet gekwalificeerd                   | Niet gekwalificeerd                   | Niet gekwalificeerd                   | Niet gekwalificeerd                   | Niet gekwalificeerd                   |                                       |
| 1978                                  | Niet gekwalificeerd                   | Niet gekwalificeerd                   | Niet gekwalificeerd                   | Niet gekwalificeerd                   | Niet gekwalificeerd                   | Niet gekwalificeerd                   | Niet gekwalificeerd                   |                                       |
| 1982–1990                             | Geen deelname                         | Geen deelname                         | Geen deelname                         | Geen deelname                         | Geen deelname                         | Geen deelname                         | Geen deelname                         |                                       |
| 1994                                  | Niet gekwalificeerd                   | Niet gekwalificeerd                   | Niet gekwalificeerd                   | Niet gekwalificeerd                   | Niet gekwalificeerd                   | Niet gekwalificeerd                   | Niet gekwalificeerd                   |                                       |
| 1998                                  | Niet gekwalificeerd                   | Niet gekwalificeerd                   | Niet gekwalificeerd                   | Niet gekwalificeerd                   | Niet gekwalificeerd                   | Niet gekwalificeerd                   | Niet gekwalificeerd                   |                                       |
| 2002                                  | Niet gekwalificeerd                   | Niet gekwalificeerd                   | Niet gekwalificeerd                   | Niet gekwalificeerd                   | Niet gekwalificeerd                   | Niet gekwalificeerd                   | Niet gekwalificeerd                   |                                       |
| 2006                                  | Niet gekwalificeerd                   | Niet gekwalificeerd                   | Niet gekwalificeerd                   | Niet gekwalificeerd                   | Niet gekwalificeerd                   | Niet gekwalificeerd                   | Niet gekwalificeerd                   |                                       |
| 2010                                  | Niet gekwalificeerd                   | Niet gekwalificeerd                   | Niet gekwalificeerd                   | Niet gekwalificeerd                   | Niet gekwalificeerd                   | Niet gekwalificeerd                   | Niet gekwalificeerd                   |                                       |
| 2014                                  | Niet gekwalificeerd                   | Niet gekwalificeerd                   | Niet gekwalificeerd                   | Niet gekwalificeerd                   | Niet gekwalificeerd                   | Niet gekwalificeerd                   | Niet gekwalificeerd                   |                                       |
| 2018                                  | Niet gekwalificeerd                   | Niet gekwalificeerd                   | Niet gekwalificeerd                   | Niet gekwalificeerd                   | Niet gekwalificeerd                   | Niet gekwalificeerd                   | Niet gekwalificeerd                   |                                       |
| 2022                                  | Niet gekwalificeerd                   | Niet gekwalificeerd                   | Niet gekwalificeerd                   | Niet gekwalificeerd                   | Niet gekwalificeerd                   | Niet gekwalificeerd                   | Niet gekwalificeerd                   | Niet gekwalificeerd                   |
| 2026                                  | Niet gekwalificeerd                   | Niet gekwalificeerd                   | Niet gekwalificeerd                   | Niet gekwalificeerd                   | Niet gekwalificeerd                   | Niet gekwalificeerd                   | Niet gekwalificeerd                   | Niet gekwalificeerd                   |

### Afrika Cup
In 1968 nam Congo-Brazzaville voor het eerst deel aan de Afrika Cup. Het land kwalificeerde zich door in groep 5 van de kwalificatie boven Tunesië (trok zich terug) en Kameroen te eindigen. Op het hoofdtoernooi verloor het alle wedstrijden. Tegen Congo-Kinshasa (0–3), Senegal (1–2) en Ghana (1–3). De 2 goals van dat toernooi kwamen op naam van Jean Foutika. Vier jaar later werd Congo-Brazzaville voor de eerste en enige keer kampioen van dit toernooi. In de halve finale versloeg het land Kameroen met 1–0 door een goal van Noël Birindi Minga. In de finale werd Mali verslagen met 3–2. Jean-Michel M'Bono scoorde in de 57e en 59e minuut. François M'Pelé scoorde de winnende goal in de 63e minuut. Het toernooi daarna haalde het land nog de halve finale maar daarna zou het op geen enkel toernooi verder komen dan de kwartfinale.
| Afrika Cup overzicht | Afrika Cup overzicht | Afrika Cup overzicht | Afrika Cup overzicht | Afrika Cup overzicht | Afrika Cup overzicht | Afrika Cup overzicht | Afrika Cup overzicht | Afrika Cup overzicht |
| Jaar                 | Ronde                | Wed.                 | W                    | G                    | V                    | DV                   | DT                   | Kwal                 |
| -------------------- | -------------------- | -------------------- | -------------------- | -------------------- | -------------------- | -------------------- | -------------------- | -------------------- |
| 1968                 | Groepsfase           | 3                    | 0                    | 0                    | 3                    | 2                    | 8                    | (Kwal.)              |
| 1970                 | Geen deelname        | Geen deelname        | Geen deelname        | Geen deelname        | Geen deelname        | Geen deelname        | Geen deelname        | Geen deelname        |
| 1972                 | Kampioen             | 5                    | 3                    | 1                    | 1                    | 9                    | 5                    | (Kwal.)              |
| 1974                 | Halve finale         | 5                    | 2                    | 1                    | 2                    | 7                    | 10                   |                      |
| 1976                 | Niet gekwalificeerd  | Niet gekwalificeerd  | Niet gekwalificeerd  | Niet gekwalificeerd  | Niet gekwalificeerd  | Niet gekwalificeerd  | Niet gekwalificeerd  | Niet gekwalificeerd  |
| 1978                 | Groepsfase           | 3                    | 0                    | 1                    | 2                    | 1                    | 4                    | (Kwal.)              |
| 1980                 | Niet gekwalificeerd  | Niet gekwalificeerd  | Niet gekwalificeerd  | Niet gekwalificeerd  | Niet gekwalificeerd  | Niet gekwalificeerd  | Niet gekwalificeerd  | Niet gekwalificeerd  |
| 1982                 | Niet gekwalificeerd  | Niet gekwalificeerd  | Niet gekwalificeerd  | Niet gekwalificeerd  | Niet gekwalificeerd  | Niet gekwalificeerd  | Niet gekwalificeerd  | Niet gekwalificeerd  |
| 1984                 | Niet gekwalificeerd  | Niet gekwalificeerd  | Niet gekwalificeerd  | Niet gekwalificeerd  | Niet gekwalificeerd  | Niet gekwalificeerd  | Niet gekwalificeerd  | Niet gekwalificeerd  |
| 1986                 | Niet gekwalificeerd  | Niet gekwalificeerd  | Niet gekwalificeerd  | Niet gekwalificeerd  | Niet gekwalificeerd  | Niet gekwalificeerd  | Niet gekwalificeerd  | Niet gekwalificeerd  |
| 1988                 | Niet gekwalificeerd  | Niet gekwalificeerd  | Niet gekwalificeerd  | Niet gekwalificeerd  | Niet gekwalificeerd  | Niet gekwalificeerd  | Niet gekwalificeerd  | Niet gekwalificeerd  |
| 1990                 | Geen deelname        | Geen deelname        | Geen deelname        | Geen deelname        | Geen deelname        | Geen deelname        | Geen deelname        | Geen deelname        |
| 1992                 | Kwartfinale          | 3                    | 0                    | 2                    | 1                    | 2                    | 3                    | (Kwal.)              |
| 1994                 | Niet gekwalificeerd  | Niet gekwalificeerd  | Niet gekwalificeerd  | Niet gekwalificeerd  | Niet gekwalificeerd  | Niet gekwalificeerd  | Niet gekwalificeerd  | Niet gekwalificeerd  |
| 1996                 | Niet gekwalificeerd  | Niet gekwalificeerd  | Niet gekwalificeerd  | Niet gekwalificeerd  | Niet gekwalificeerd  | Niet gekwalificeerd  | Niet gekwalificeerd  | Niet gekwalificeerd  |
| 1998                 | Niet gekwalificeerd  | Niet gekwalificeerd  | Niet gekwalificeerd  | Niet gekwalificeerd  | Niet gekwalificeerd  | Niet gekwalificeerd  | Niet gekwalificeerd  | Niet gekwalificeerd  |

| Afrika Cup overzicht – vervolg | Afrika Cup overzicht – vervolg | Afrika Cup overzicht – vervolg | Afrika Cup overzicht – vervolg | Afrika Cup overzicht – vervolg | Afrika Cup overzicht – vervolg | Afrika Cup overzicht – vervolg | Afrika Cup overzicht – vervolg | Afrika Cup overzicht – vervolg |
| Jaar                           | Ronde                          | Wed.                           | W                              | G                              | V                              | DV                             | DT                             | Kwal                           |
| ------------------------------ | ------------------------------ | ------------------------------ | ------------------------------ | ------------------------------ | ------------------------------ | ------------------------------ | ------------------------------ | ------------------------------ |
| 2000                           | Groepsfase                     | 3                              | 0                              | 2                              | 1                              | 0                              | 1                              | (Kwal.)                        |
| 2002                           | Niet gekwalificeerd            | Niet gekwalificeerd            | Niet gekwalificeerd            | Niet gekwalificeerd            | Niet gekwalificeerd            | Niet gekwalificeerd            | Niet gekwalificeerd            | Niet gekwalificeerd            |
| 2004                           | Niet gekwalificeerd            | Niet gekwalificeerd            | Niet gekwalificeerd            | Niet gekwalificeerd            | Niet gekwalificeerd            | Niet gekwalificeerd            | Niet gekwalificeerd            | Niet gekwalificeerd            |
| 2006                           | Niet gekwalificeerd            | Niet gekwalificeerd            | Niet gekwalificeerd            | Niet gekwalificeerd            | Niet gekwalificeerd            | Niet gekwalificeerd            | Niet gekwalificeerd            | Niet gekwalificeerd            |
| 2008                           | Niet gekwalificeerd            | Niet gekwalificeerd            | Niet gekwalificeerd            | Niet gekwalificeerd            | Niet gekwalificeerd            | Niet gekwalificeerd            | Niet gekwalificeerd            | Niet gekwalificeerd            |
| 2010                           | Niet gekwalificeerd            | Niet gekwalificeerd            | Niet gekwalificeerd            | Niet gekwalificeerd            | Niet gekwalificeerd            | Niet gekwalificeerd            | Niet gekwalificeerd            | Niet gekwalificeerd            |
| 2012                           | Niet gekwalificeerd            | Niet gekwalificeerd            | Niet gekwalificeerd            | Niet gekwalificeerd            | Niet gekwalificeerd            | Niet gekwalificeerd            | Niet gekwalificeerd            | Niet gekwalificeerd            |
| 2013                           | Niet gekwalificeerd            | Niet gekwalificeerd            | Niet gekwalificeerd            | Niet gekwalificeerd            | Niet gekwalificeerd            | Niet gekwalificeerd            | Niet gekwalificeerd            | Niet gekwalificeerd            |
| 2015                           | Kwartfinale                    | 4                              | 2                              | 1                              | 1                              | 6                              | 6                              | (Kwal.)                        |
| 2017                           | Niet gekwalificeerd            | Niet gekwalificeerd            | Niet gekwalificeerd            | Niet gekwalificeerd            | Niet gekwalificeerd            | Niet gekwalificeerd            | Niet gekwalificeerd            | Niet gekwalificeerd            |
| 2019                           | Niet gekwalificeerd            | Niet gekwalificeerd            | Niet gekwalificeerd            | Niet gekwalificeerd            | Niet gekwalificeerd            | Niet gekwalificeerd            | Niet gekwalificeerd            | Niet gekwalificeerd            |
| 2021                           | Niet gekwalificeerd            | Niet gekwalificeerd            | Niet gekwalificeerd            | Niet gekwalificeerd            | Niet gekwalificeerd            | Niet gekwalificeerd            | Niet gekwalificeerd            | Niet gekwalificeerd            |
| 2023                           | Niet gekwalificeerd            | Niet gekwalificeerd            | Niet gekwalificeerd            | Niet gekwalificeerd            | Niet gekwalificeerd            | Niet gekwalificeerd            | Niet gekwalificeerd            | Niet gekwalificeerd            |
| 2025                           | Niet gekwalificeerd            | Niet gekwalificeerd            | Niet gekwalificeerd            | Niet gekwalificeerd            | Niet gekwalificeerd            | Niet gekwalificeerd            | Niet gekwalificeerd            | Niet gekwalificeerd            |

### African Championship of Nations
| African Championship of Nations overzicht | African Championship of Nations overzicht | African Championship of Nations overzicht | African Championship of Nations overzicht | African Championship of Nations overzicht | African Championship of Nations overzicht | African Championship of Nations overzicht | African Championship of Nations overzicht | African Championship of Nations overzicht |
| Jaar                                      | Ronde                                     | Wed.                                      | W                                         | G                                         | V                                         | DV                                        | DT                                        | Kwal                                      |
| ----------------------------------------- | ----------------------------------------- | ----------------------------------------- | ----------------------------------------- | ----------------------------------------- | ----------------------------------------- | ----------------------------------------- | ----------------------------------------- | ----------------------------------------- |
| 2009                                      | Niet gekwalificeerd                       | Niet gekwalificeerd                       | Niet gekwalificeerd                       | Niet gekwalificeerd                       | Niet gekwalificeerd                       | Niet gekwalificeerd                       | Niet gekwalificeerd                       | Niet gekwalificeerd                       |
| 2011                                      | Niet gekwalificeerd                       | Niet gekwalificeerd                       | Niet gekwalificeerd                       | Niet gekwalificeerd                       | Niet gekwalificeerd                       | Niet gekwalificeerd                       | Niet gekwalificeerd                       | Niet gekwalificeerd                       |
| 2014                                      | Groepsfase                                | 3                                         | 1                                         | 1                                         | 1                                         | 3                                         | 3                                         | (Kwal.)                                   |
| 2016                                      | Niet gekwalificeerd                       | Niet gekwalificeerd                       | Niet gekwalificeerd                       | Niet gekwalificeerd                       | Niet gekwalificeerd                       | Niet gekwalificeerd                       | Niet gekwalificeerd                       | Niet gekwalificeerd                       |
| 2018                                      | Kwartfinale                               | 4                                         | 2                                         | 2                                         | 0                                         | 4                                         | 1                                         | (Kwal.)                                   |
| 2020                                      | Kwartfinale                               | 4                                         | 1                                         | 2                                         | 1                                         | 2                                         | 2                                         | (Kwal.)                                   |
| 2022                                      | Groepsfase                                | 2                                         | 0                                         | 1                                         | 1                                         | 0                                         | 1                                         | (Kwal.)                                   |

### UDEAC Cup / CEMAC Cup
| UDEAC Cup overzicht | UDEAC Cup overzicht | UDEAC Cup overzicht | UDEAC Cup overzicht | UDEAC Cup overzicht | UDEAC Cup overzicht | UDEAC Cup overzicht | UDEAC Cup overzicht | UDEAC Cup overzicht |
| Jaar                | Ronde               | Wed.                | W                   | G                   | V                   | DV                  | DT                  |                     |
| ------------------- | ------------------- | ------------------- | ------------------- | ------------------- | ------------------- | ------------------- | ------------------- | ------------------- |
| 1984                | Tweede              | 4                   | 3                   | 1                   | 0                   | 12                  | 3                   |                     |
| 1985                | Tweede              | 4                   | 2                   | 0                   | 2                   | 5                   | 5                   |                     |
| 1986                | Halve finale        | 3                   | 1                   | 0                   | 2                   | 3                   | 3                   |                     |
| 1987                | Teruggetrokken      | Teruggetrokken      | Teruggetrokken      | Teruggetrokken      | Teruggetrokken      | Teruggetrokken      | Teruggetrokken      |                     |
| 1988                | Derde               | 4                   | 3                   | 0                   | 1                   | 6                   | 3                   |                     |
| 1989                | Groepsfase          | 2                   | 1                   | 0                   | 1                   | 1                   | 2                   |                     |
| 1990                | Kampioen            | 4                   | 4                   | 0                   | 0                   | 12                  | 1                   |                     |

| CEMAC Cup overzicht | CEMAC Cup overzicht | CEMAC Cup overzicht | CEMAC Cup overzicht | CEMAC Cup overzicht | CEMAC Cup overzicht | CEMAC Cup overzicht | CEMAC Cup overzicht | CEMAC Cup overzicht |
| Jaar                | Ronde               | Wed.                | W                   | G                   | V                   | DV                  | DT                  |                     |
| ------------------- | ------------------- | ------------------- | ------------------- | ------------------- | ------------------- | ------------------- | ------------------- | ------------------- |
| 2003                | Derde               | 4                   | 2                   | 1                   | 1                   | 5                   | 5                   |                     |
| 2005                | Vierde              | 4                   | 1                   | 1                   | 2                   | 2                   | 3                   |                     |
| 2006                | Groepsfase          | 2                   | 0                   | 1                   | 1                   | 1                   | 2                   |                     |
| 2007                | Kampioen            | 4                   | 3                   | 1                   | 0                   | 9                   | 4                   |                     |
| 2008                | Tweede              | 4                   | 2                   | 0                   | 2                   | 3                   | 6                   |                     |
| 2009                | Groepsfase          | 2                   | 0                   | 1                   | 1                   | 2                   | 4                   |                     |
| 2010                | Kampioen            | 4                   | 3                   | 1                   | 0                   | 5                   | 2                   |                     |
| 2013                | Derde               | 4                   | 2                   | 1                   | 1                   | 3                   | 2                   |                     |
| 2014                | Tweede              | 4                   | 2                   | 1                   | 1                   | 5                   | 5                   |                     |

## FIFA-wereldranglijst[1]
| 1993 | 1994 | 1995 | 1996 | 1997 | 1998 | 1999 | 2000 | 2001 | 2002 | 2003 | 2004 | 2005 | 2006 | 2007 | 2008 | 2009 | 2010 | 2011 | 2012 | 2013 | 2014 | 2015 | 2016 | 2017 | 2018 |
| ---- | ---- | ---- | ---- | ---- | ---- | ---- | ---- | ---- | ---- | ---- | ---- | ---- | ---- | ---- | ---- | ---- | ---- | ---- | ---- | ---- | ---- | ---- | ---- | ---- | ---- |
| 103  | 114  | 119  | 100  | 101  | 112  | 94   | 86   | 94   | 97   | 108  | 117  | 110  | 89   | 91   | 68   | 101  | 122  | 133  | 109  | 84   | 61   | 48   | 70   | 96   | 84   |

FCF · 
Vrouwenelftal van Congo-Brazzaville
1960–1969 ·
1970–1979 ·
1980–1989 ·
1990–1999 ·
2000–2009 ·
2010–2019 ·
2020−2029
1960 ·
1961 ·
1962 ·
1963 ·
1964 · 
1965 ·
1966 · 
1967 ·
1968 · 
1969 ·
1970 · 
1971 ·
1972 · 
1973 ·
1974 · 
1975 · 
1976 ·
1977 · 
1978 ·
1979 ·
1979 · 
1980 ·
1980 · 
1981 ·
1982 ·
1983 ·
1984 · 
1985 ·
1986 · 
1987 ·
1988 · 
1989 ·
1990 · 
1991 ·
1992 · 
1993 ·
1994 · 
1995 ·
1996 · 
1997 ·
1998 · 
1999 ·
2000 · 
2001 ·
2002 · 
2003 ·
2004 · 
2005 · 
2006 ·
2007 · 
2008 ·
2009 · 
2010 · 
2011 ·
2012 · 
2013 · 
2014 ·
2015 ·
2016 ·
2017 ·
2018 ·
2019 ·
2020 ·
2021 ·
2022 ·
2023
Algerije ·
Angola ·
Benin ·
Burkina Faso ·
Burundi ·
Canada ·
Centraal-Afrikaanse Republiek ·
Congo-Kinshasa ·
Egypte ·
Equatoriaal-Guinea ·
Ethiopië ·
Gabon ·
Gambia ·
Ghana ·
Guinee ·
Guinee-Bissau ·
Ivoorkust ·
Kaapverdië ·
Kameroen ·
Kenia ·
Liberia ·
Libië ·
Madagaskar ·
Malawi ·
Mali ·
Marokko ·
Mauritanië ·
Mauritius ·
Mozambique ·
Namibië ·
Niger ·
Nigeria ·
Noord-Korea ·
Oeganda ·
Rwanda ·
Sao Tomé en Principe ·
Saoedi-Arabië ·
Senegal ·
Sierra Leone ·
Soedan ·
Swaziland ·
Tanzania ·
Thailand ·
Togo ·
Tsjaad ·
Tunesië ·
Zambia ·
Zimbabwe ·
Zuid-Afrika ·
Zuid-Soedan